# Uni-Air International
Uni-Air International connue également sous Uni-Air était une compagnie aérienne régionale française basée sur l'Aéroport de Toulouse Blagnac dans le département de la Haute-Garonne  effectuant du transport de fret et postale, du transport de passagers à la demande, du charter international et domestique, du transport sanitaire et des liaisons aériennes en affrètement.

## Histoire
C'est en 1969 que la compagnie aérienne voit le jour à Blagnac sur l'aéroport de Toulouse par plusieurs actionnaires dont Bunnichelli, un industriel toulousain, Jacques Pellegrin, un architecte toulousain, les laboratoires Pierre Fabre (Castres), la firme pétrolière Stela (Société des Transports d'Essences et de Lubrifiants de l'Albigeois, d'Albi rachetée en 1975 par le groupe TOTAL).
Plusieurs autres actionnaires entreront au fil des années au capital de la compagnie comme Jean-Baptiste Doumeng (Surnom: Le milliardaire rouge,,,) du groupe d'équipements agricoles et agro-alimentaire Interagna ( de 9% à 20%), la Caisse Andorrane de Sécurité Sociale (9% du capital), Sofinair (37%), l'institut Régional de développement industrie de Midi Pyrénées (12%), , Marc Henri, Klur Alain, Doliner Michel, Fano René ou Kulpa Pierre.
Elle commence ses activités d'avion taxi et transport de fret et de personnes avec des Beechcraft 99 et des Cessna 182.
En 1971, elle commence une liaison régulières entre Toulouse et Peyresourde en Cessna 172 tous les samedis et dimanches pour les skieurs, liaison qui de suite séduit les cadres de Sud-Aviation de Toulouse, la même liaison était alors réfléchie au départ de Bordeaux et Limoges l'année suivante. Elle avait créé pour cela une filiale, la compagnie Uni-Air Transports Montagne.
Elle assure également la ligne postale de nuit en DC-3 entre Rennes-Brest-Rennes cédée par Air France/Centre d'exploitation Postale.
En 1976, elle récupère des Douglas DC-3 à la défunte Vargas Aviation dont les F-BCYV et F-BCYT.
Elle est affrétée par Europ Assistance pour le transport sanitaire et la compagnie TAT pour le transport régulier domestique. Elle fournit en 1976 un Douglas DC-3 à Elf Aquitaine  qui le transforme en "avion renifleur".
En 1982, Uni-Air emploie 75 personnes et réalise 75 millions de francs de chiffre d'affaires sur trois secteurs : exploitation en copropriété et maintenance d'avions, négoce et la fourniture de personnels navigants et au sol. Elle totalise 9 200 heures de vol dont 3 350 sur Fokker 27.
Le premier décembre 1984, Uni-Air International crée un secteur « hélicoptère » pour le transport public et le travail aérien en achetant un Écureuil AS-350B basé à Toulouse.
En 1989, la compagnie dispose de trois secteurs : un secteur Fokker-27 avec 2 F-27 et 2 FH-227, un secteur réacteurs avec 11 avions de type Corvette, Falcon et Learjet et un secteur avions de moins de 5,7 tonnes à savoir 8 avions de type Beechcraft 99 et Twin Otter.
La branche Corvette compte parmi ses pilotes, Lionel Guérin, qui deviendra plus tard pilote chez Air Inter et Air France puis créateur de la compagnie Airlinair puis le P-DG de Hop! en passant par la direction générale de Transavia France. 
La société Sofinair a déposé son bilan en 1991, entraînant le dépôt de bilan de la compagnie Uni Air International dont elle était le principal actionnaire à 51%.
Uni-Air faisait partie des leaders de l'aviation d'affaires jusqu'en 1988.
Après plusieurs dépôts de bilan, la compagnie est rachetée en février 1990 par le groupe parisien Hélipart puis de la compagnie Darta (Darnaudet Transports Aériens SA) en 1991 (P-DG d'Uni-Air Yves Darnaudet) avant d'être reprise par les anciens propriétaires d'Air Sud en 1993.
Basée à Toulouse et présente au Bourget en 1993, Uni-Air exploitait cette année-là, une flotte de cinq Corvette, deux Falcon 20, un LearJet et un HS 25.
C'est finalement Air Entreprise qui reprendra la compagnie en 1994 pour devenir Uni Air Entreprise toujours basé à Toulouse,.

## L'accident du vol Uni-Air International 602
Le 10 avril 1989, le Fairchild FH-227B immatriculé F-GGDM de la compagnie Uni-Air International affrété par Europe Aero Service pour effectuer la liaison régulière entre Paris-Orly et Valence dans la Drôme, percute la falaise de la Pierre-Chauve près du col de Tourniol sur la commune de Léoncel, à une altitude de 1 260 mètres, lors de sa phase d'approche sur l'aéroport de Valence - Chabeuil,.
L'accident fait 22 morts, les deux pilotes de 49 et 59 ans, l'hôtesse de l'air de 48 ans et les 19 passagers,.
Le Bureau d'enquête sur les accidents aériens (BEA) conclut à une erreur de navigation de la part de l'équipage d'Uni-Air International.

## Flotte
- Beechcraft 99 immatriculés F-BSUZ[32] et F-BTDV[33].
- Douglas Dakotas DC-3 immatriculés F-BCYV, F-BCYT, F-BCYX, F-BCYF, F-BAXR et F-BAIF[34],[35].
- Piper PA-31 immatriculé F-BRNS[36],[35].
- Beechcraft 95 Baron immatriculés F-BNPA et F-BRUG[35].
- Corvette SN-601 immatriculés F-BVPS[37], F-BVPI, F-BVPG[38], F-BUQP[39], F-GEPQ[40] et F-BTTL[41],[35].
- Learjet 24B immatriculés F-BUUV et F-BTYV[42],[35].
- Learjet 35B immatriculés F-GCCP, F-GDCN et F-GBMB[35].
- Carvair ATL-98 immatriculé F-BYCL[35].
- British Aerospace HS 125 immatriculé F-GJDE[35].
- Fokker 27 immatriculés F-BYAP, F-BYAO, F-GAOT, F-GBRX et F-BIUK[35].
- Fairchild-Hiller FH-227 immatriculés F-GGDM[43], F-GGPN, F-GIHR[35].
- Maurane-Saulnier 894 E Rallye 220GT immatriculé F-BUUD[44].
- Wassmer WA 52 Europa immatriculé F-BTLE[44].
- CAARP CAP.10B immatriculé F-BUDM[44].
- Falcon 20 immatriculé F-GGMM[45].
- Beechcraft 200 Super King[46],[47].
- Aérospatiale AS-350B Ecureuil[46].

## Galerie photographique

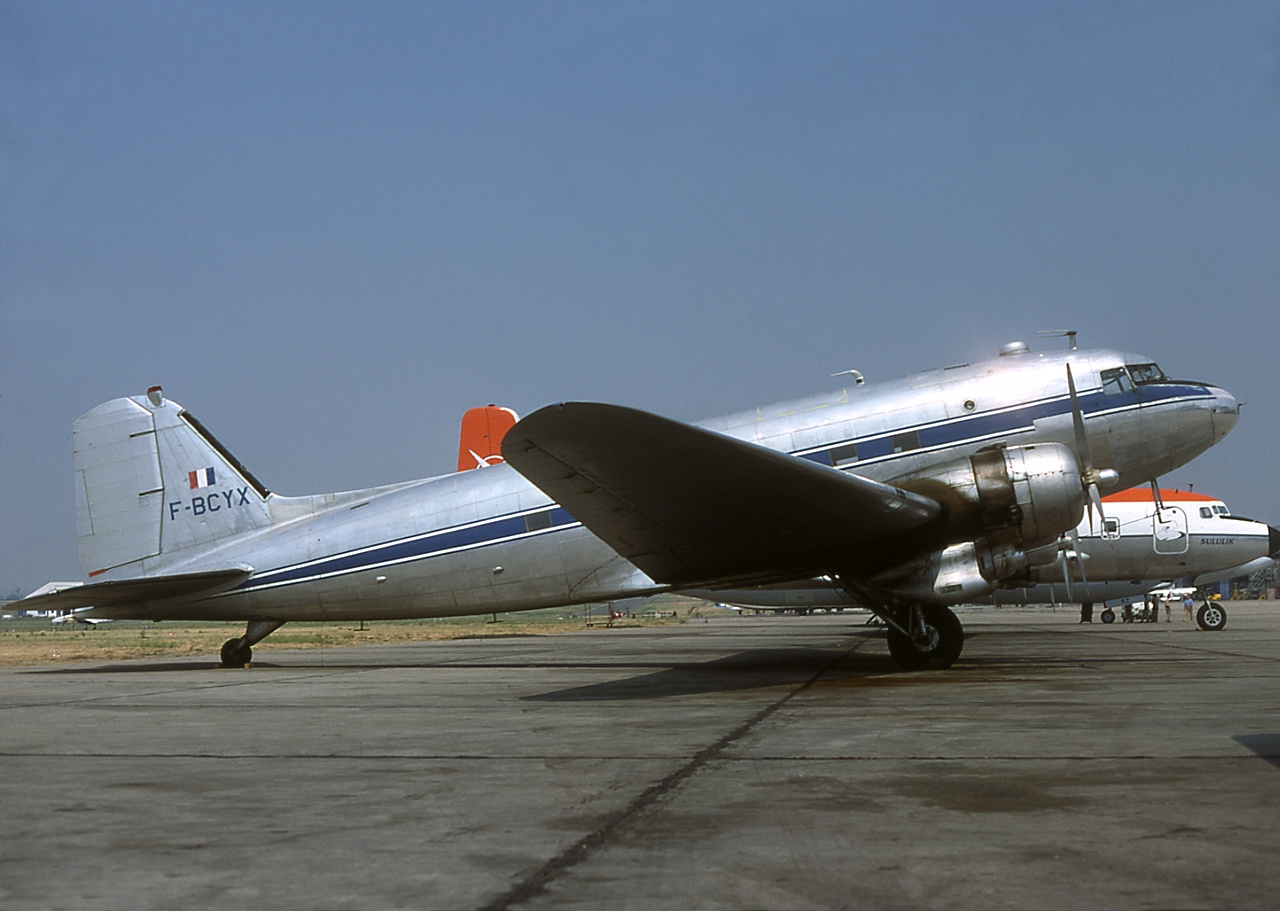
Douglas DC-3 F-BCYX d'Uni-Air au Bourget en 1976
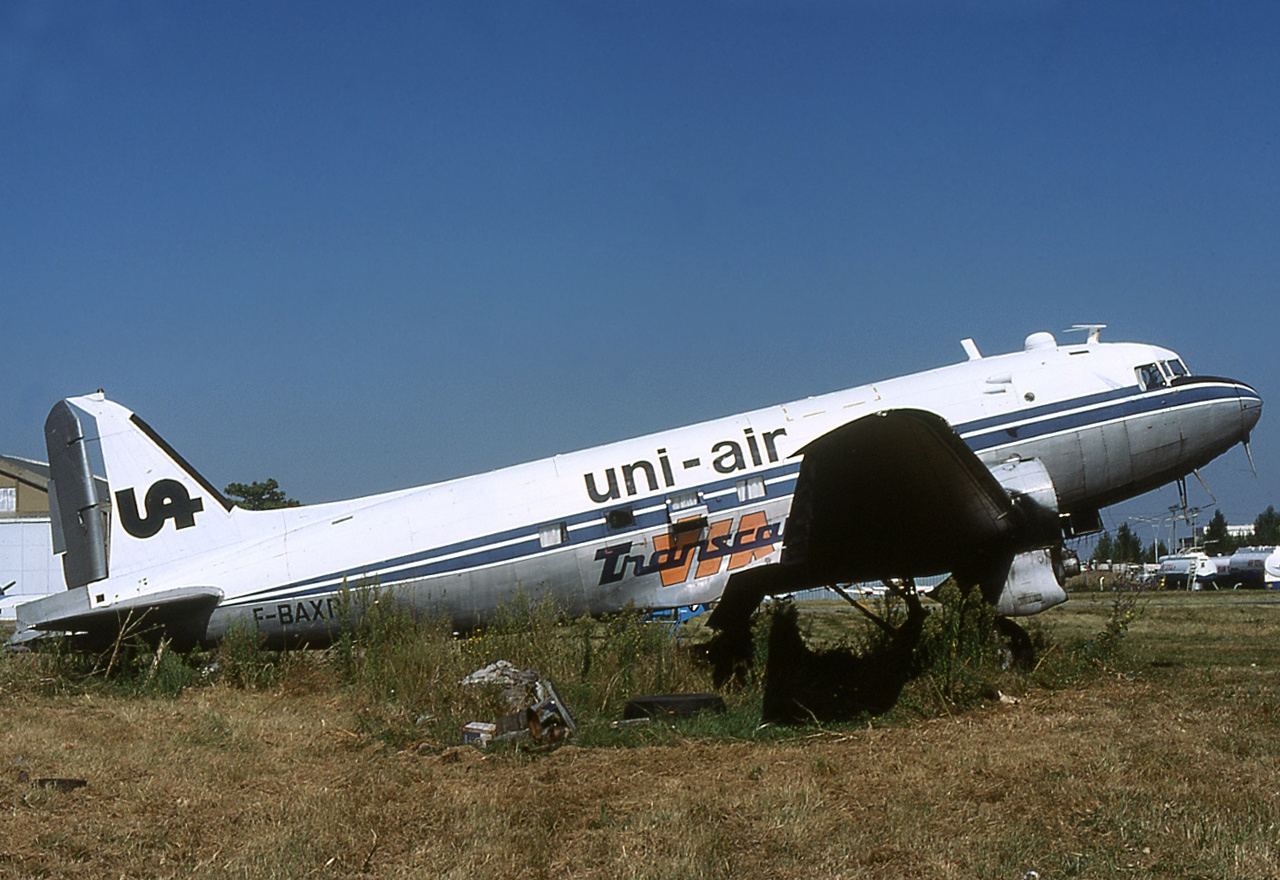
Douglas DC-3 F-BAXR d'Uni-Air à Toulouse en 1977
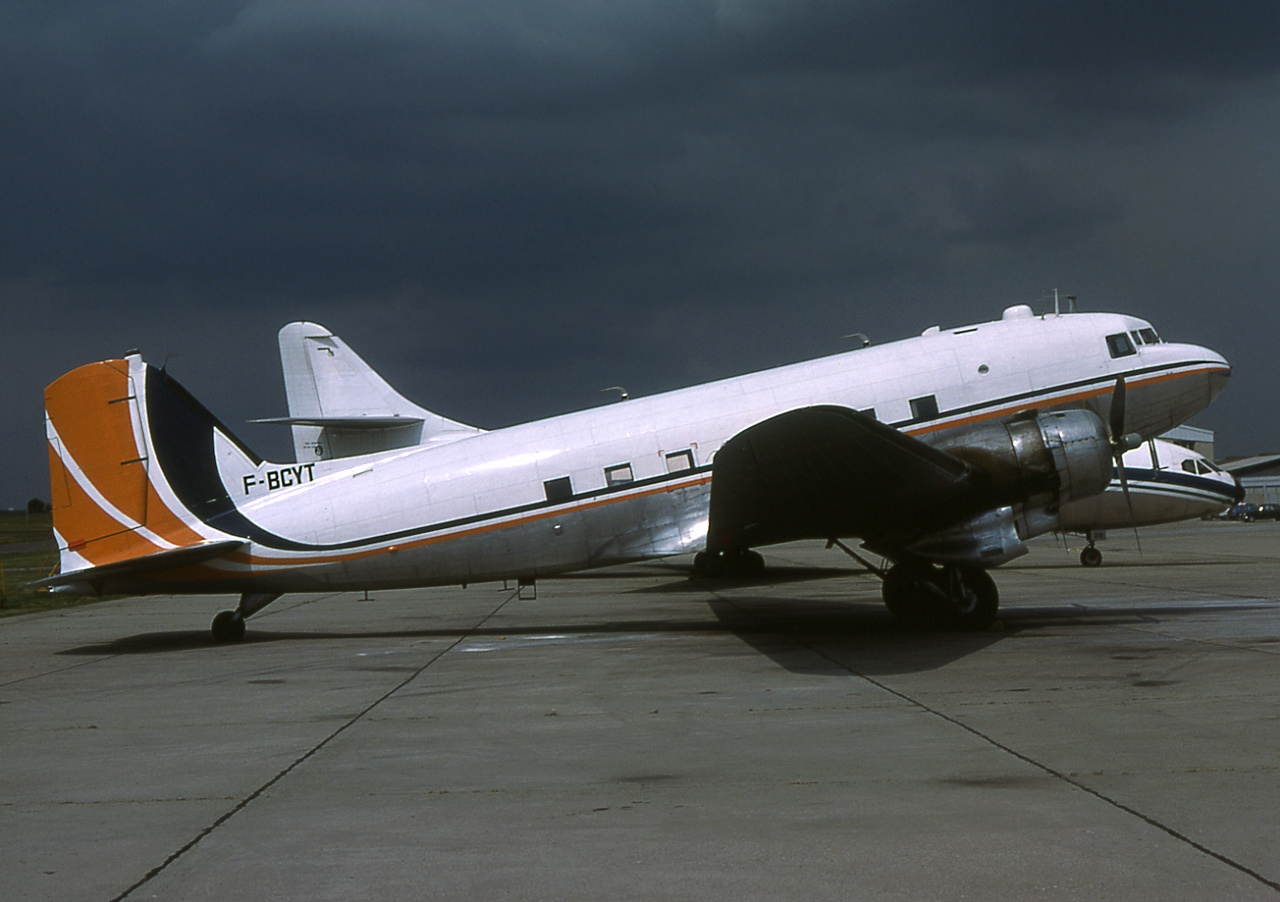
Douglas DC-3 F-BCYT d'Uni-Air au Bourget en 1977
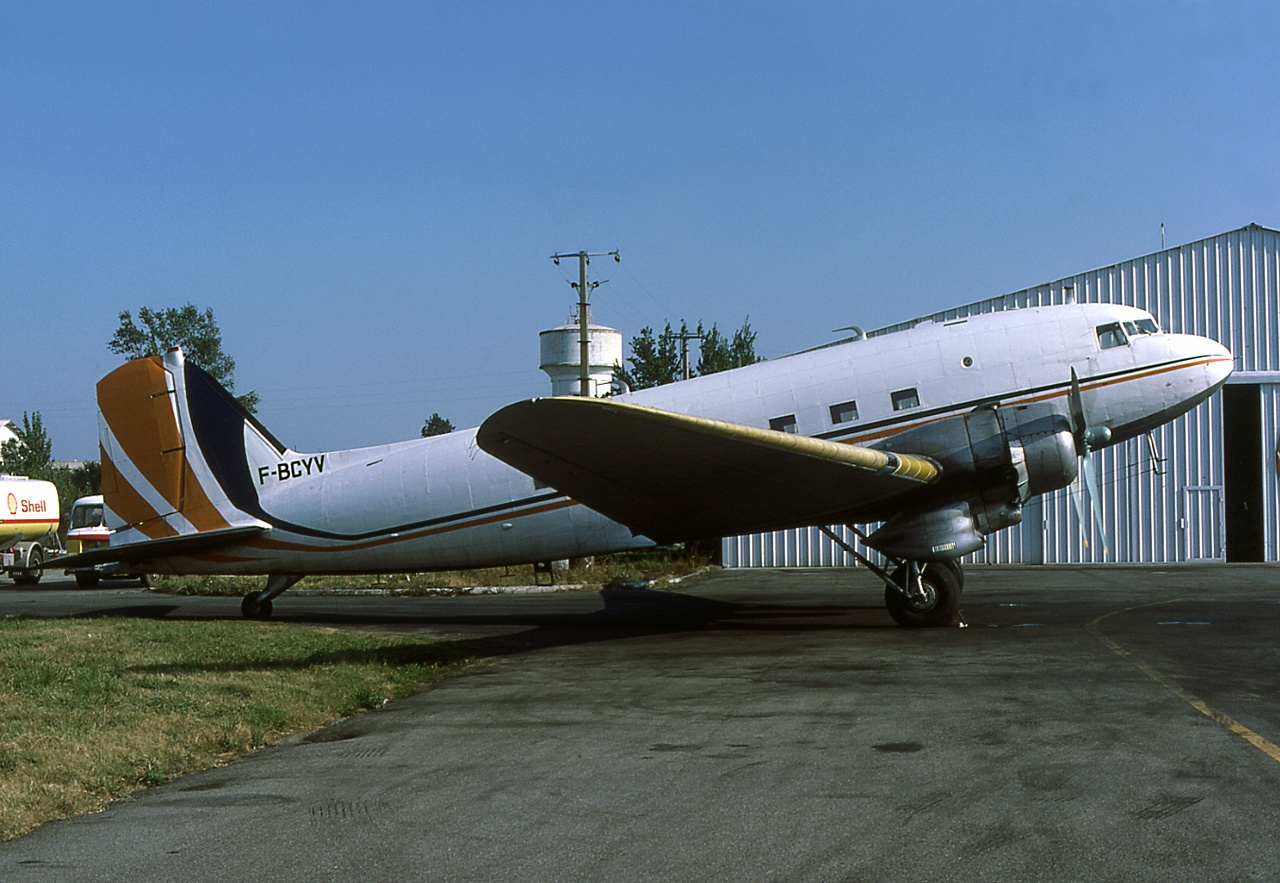
Douglas DC-3 F-BAXR d'Uni-Air à Toulouse en 1977
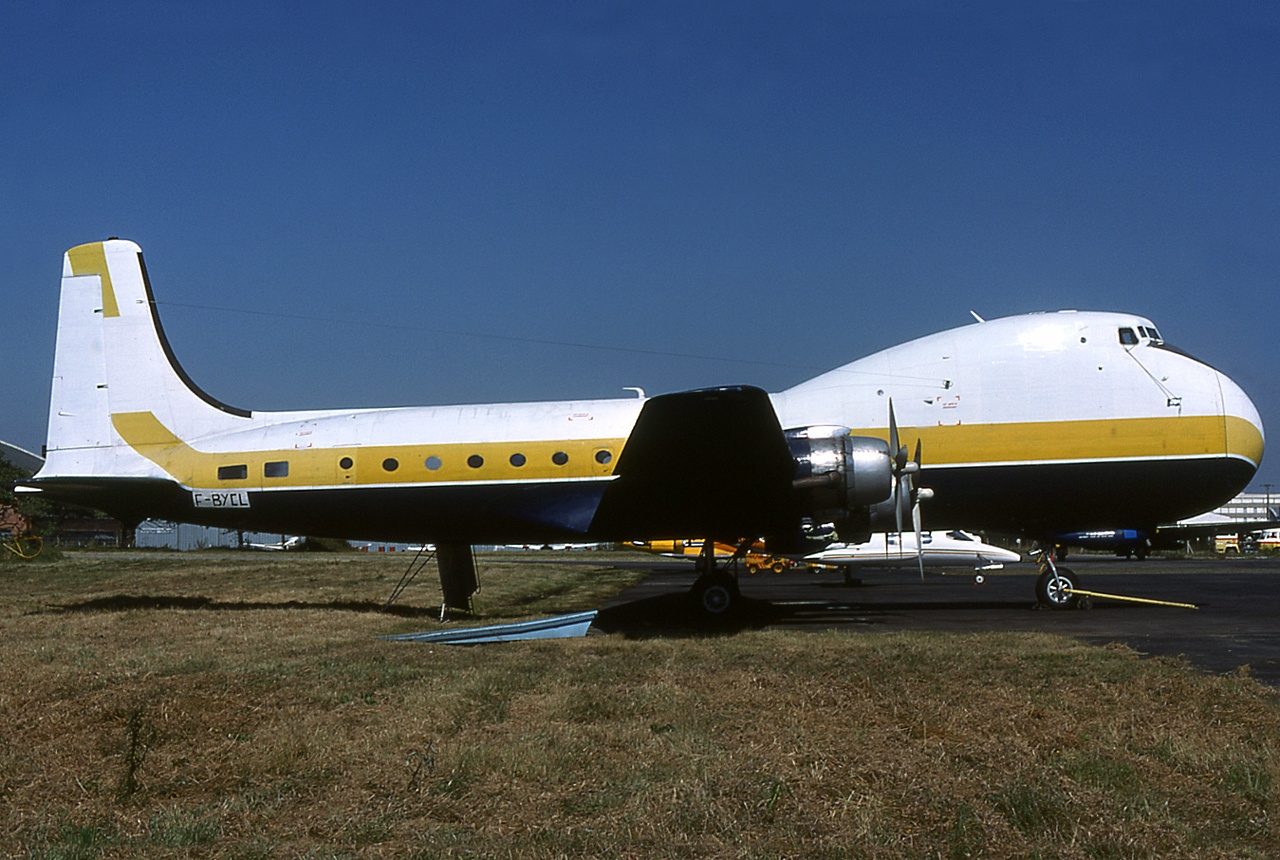
Carvair F-BYCL d'Uni-Air à Toulouse en 1977
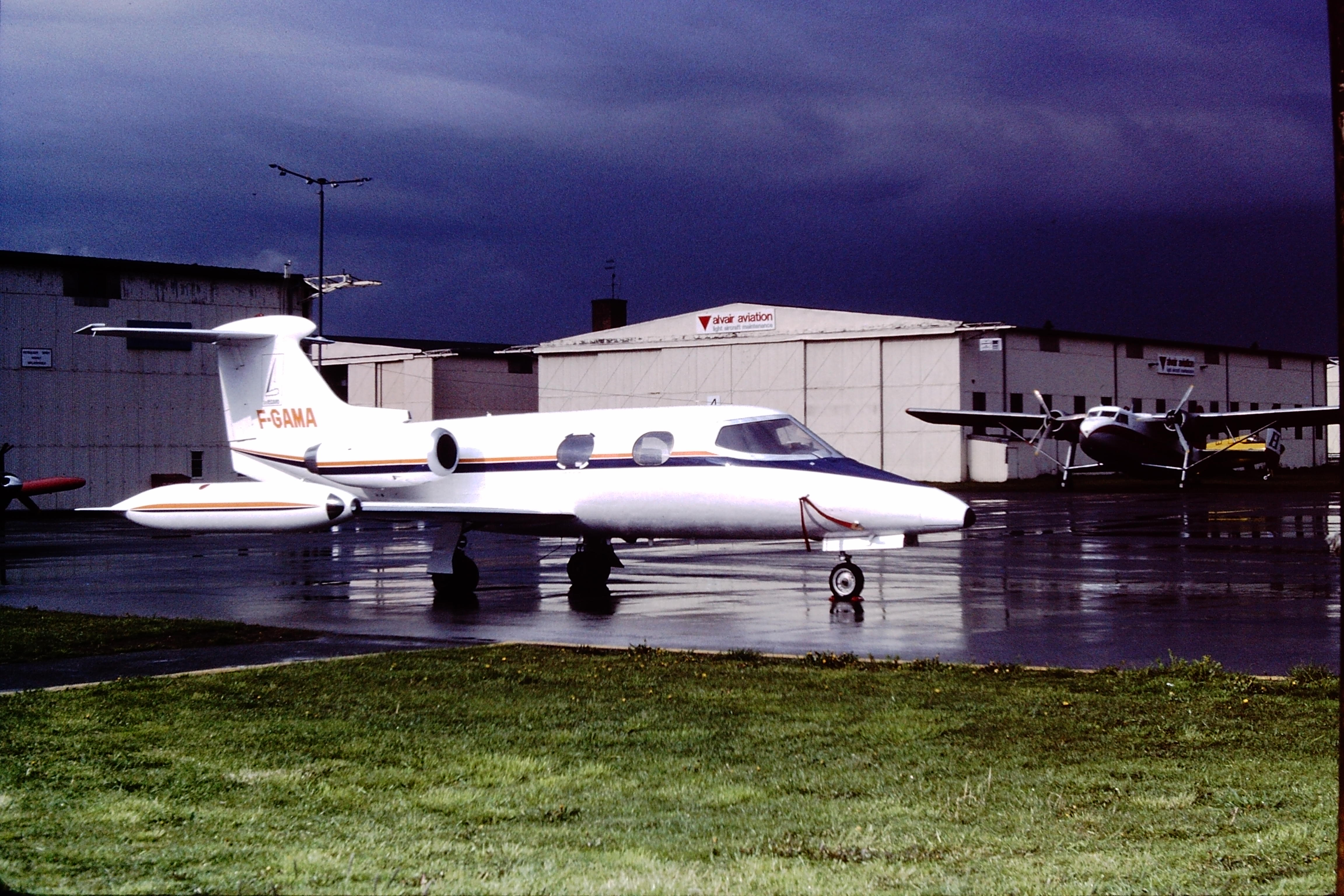
Learjet F-GAMA d'Uni-Air à Coventry en 1977
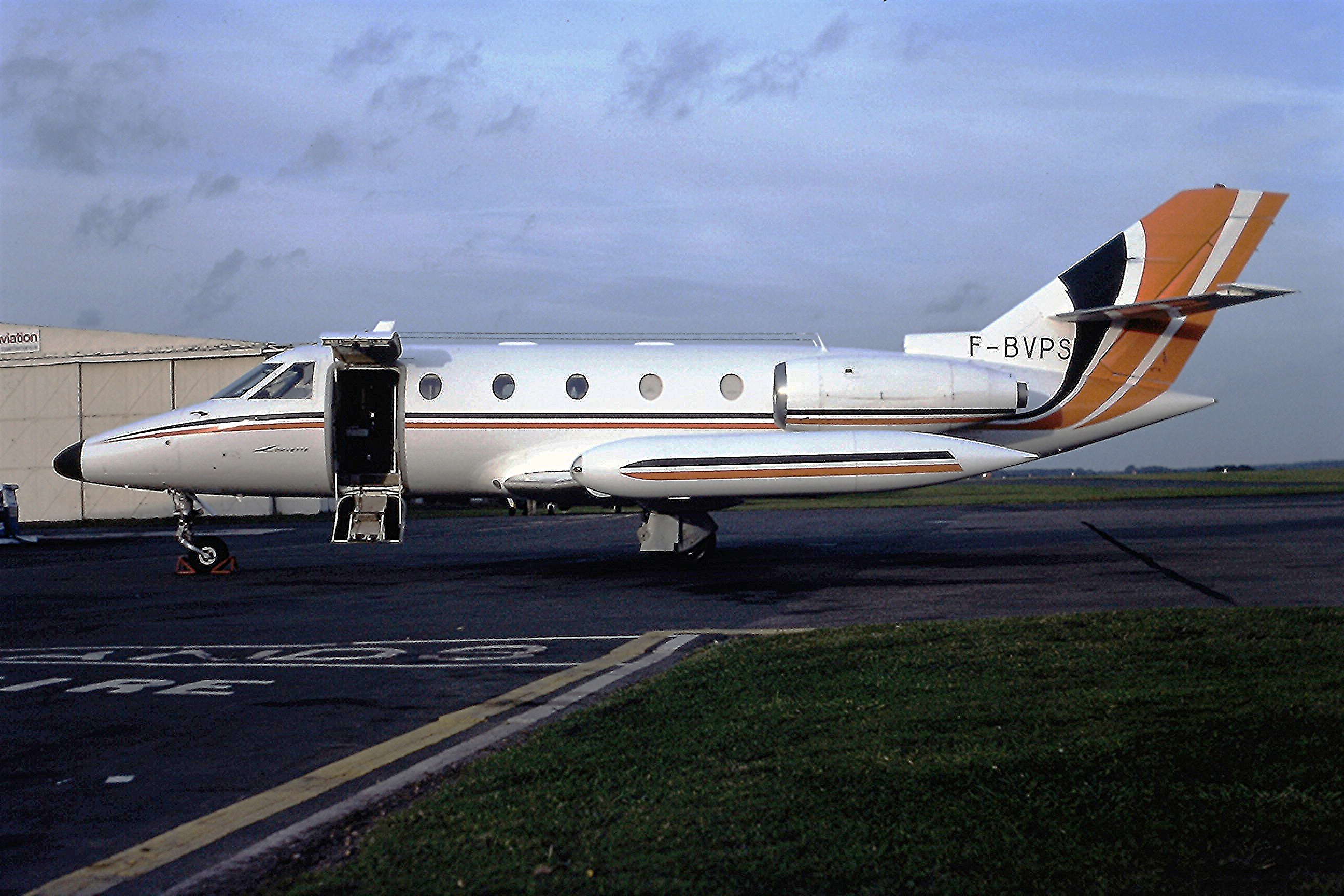
Aerospatiale SN601 Corvette F-BVPS à Coventry le 26 septembre 1978
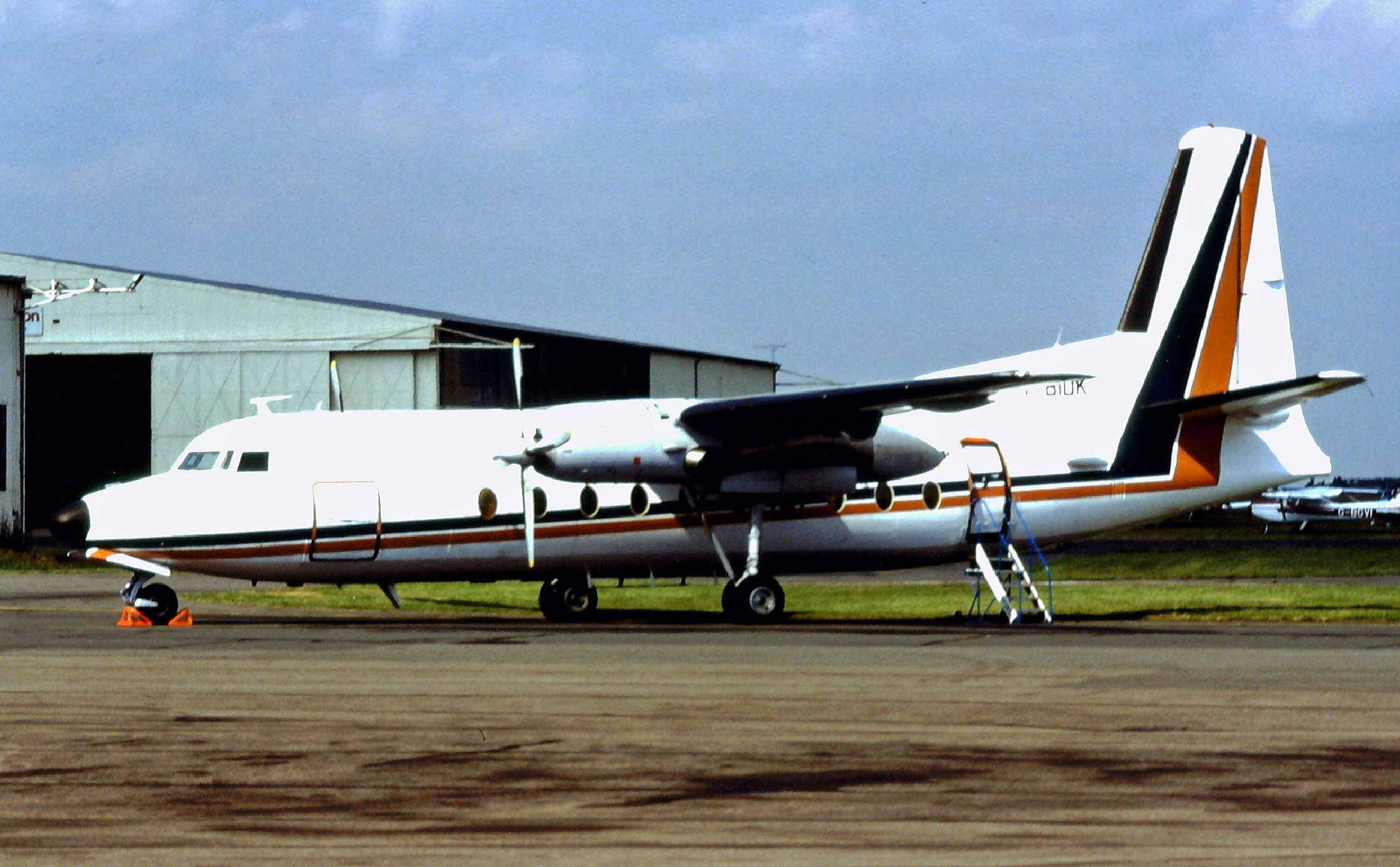
F-27 F-BIUK d'Uni-Air à Coventry en 1984
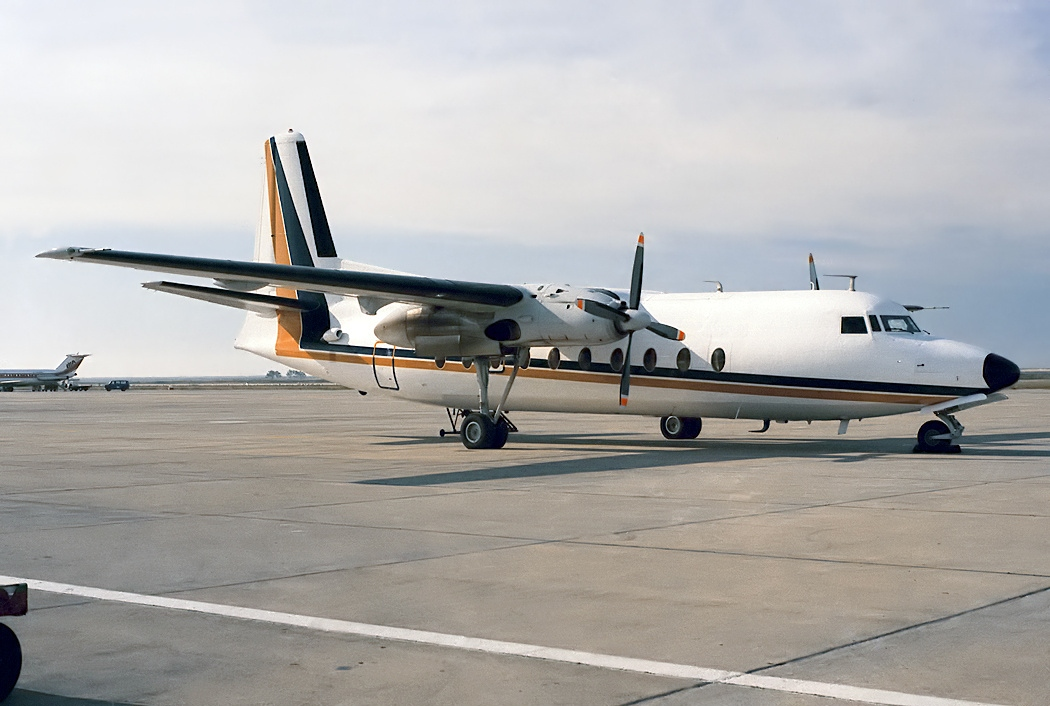
F-27 F-GAOT d'Uni-Air à Faro en 1987
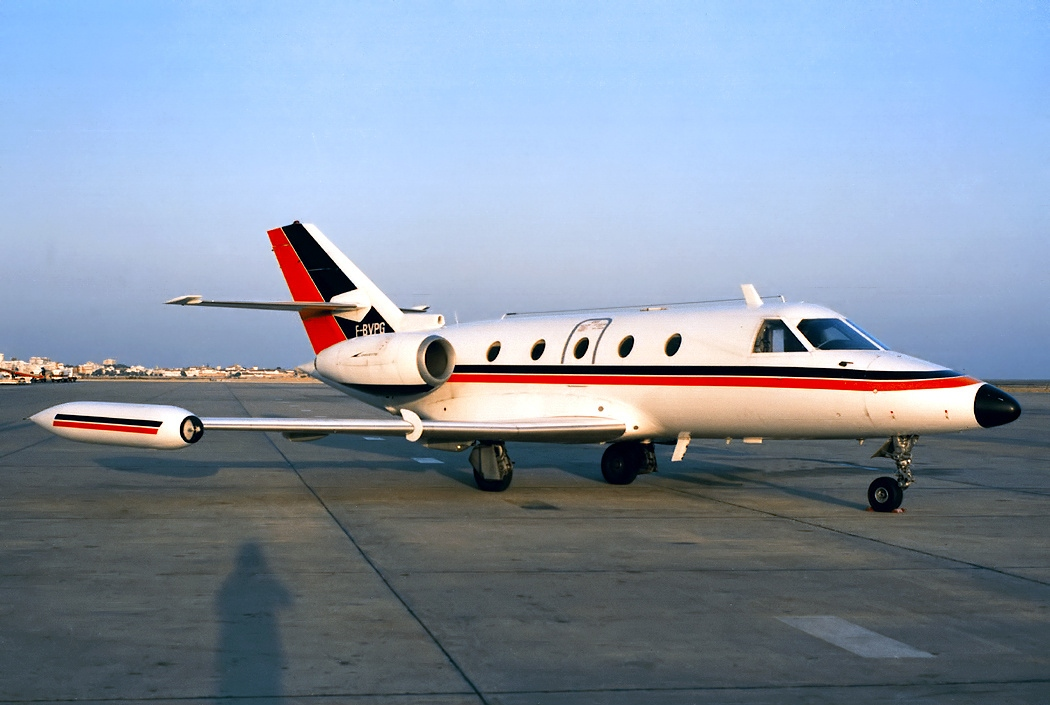
Aerospatiale SN-601 Corvette F-BVPG à Faro en 1987
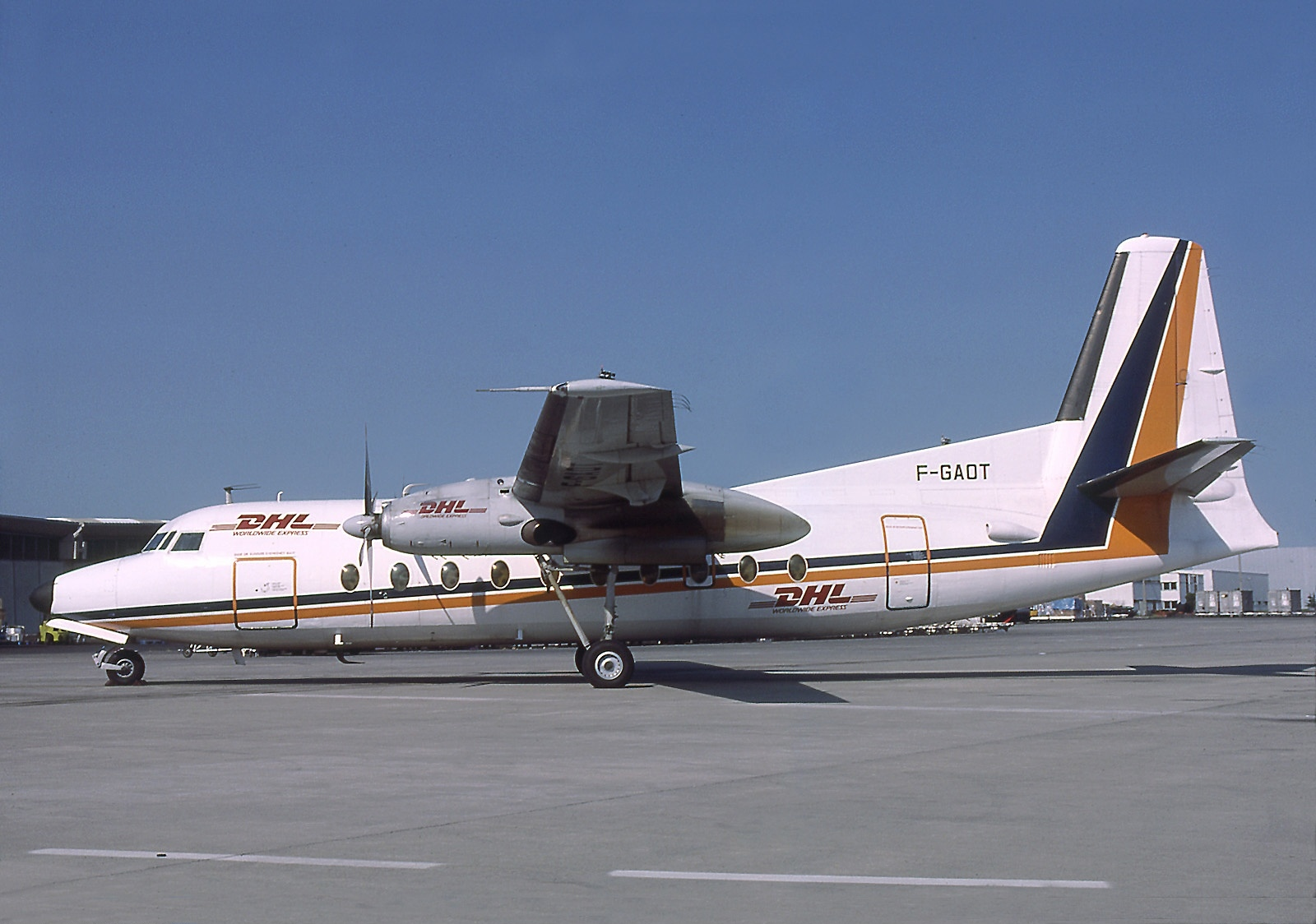
F-27 F-GAOT d'Uni-Air pour DHL à Paris-CDG en 1987
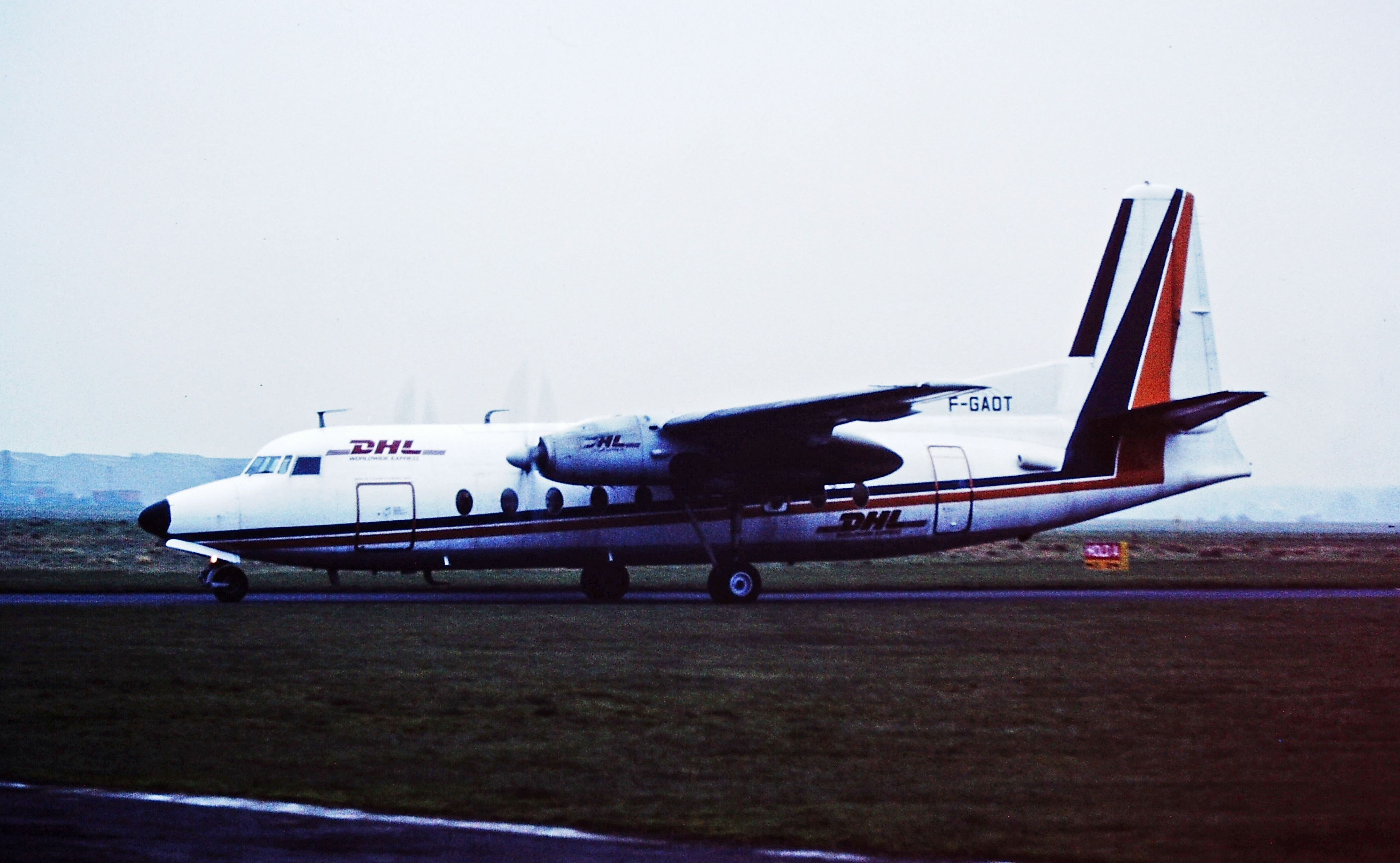
F-27 F-GAOT d'Uni-Air pour DHL à Coventry en décembre 1987
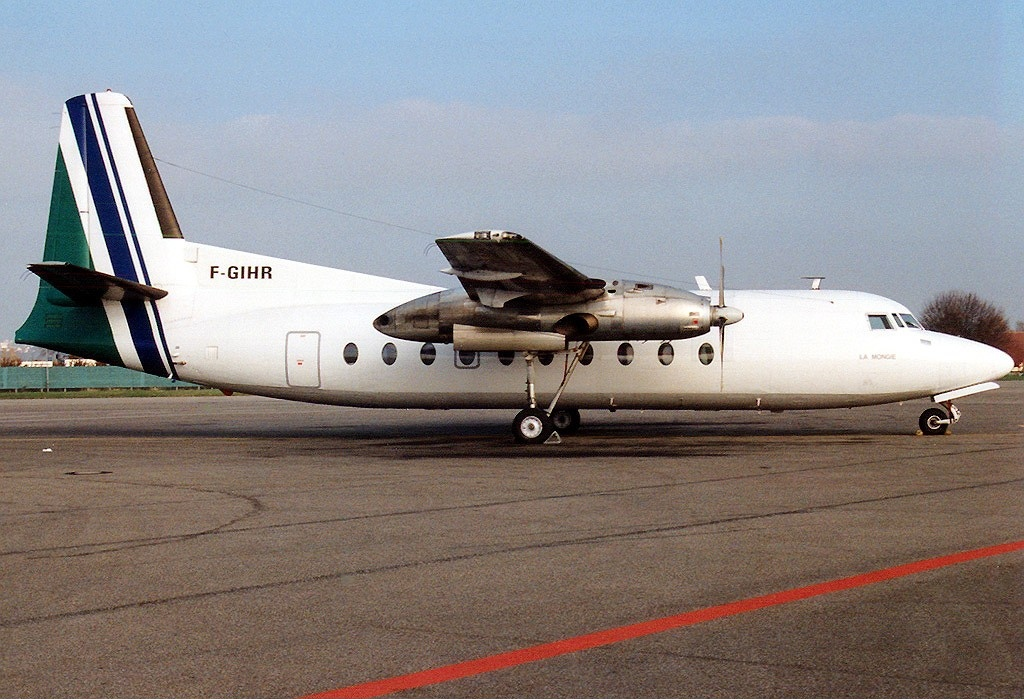
F-27 F-GIHR d'Uni-Air à Stuttgart-Echterdingen en 1990
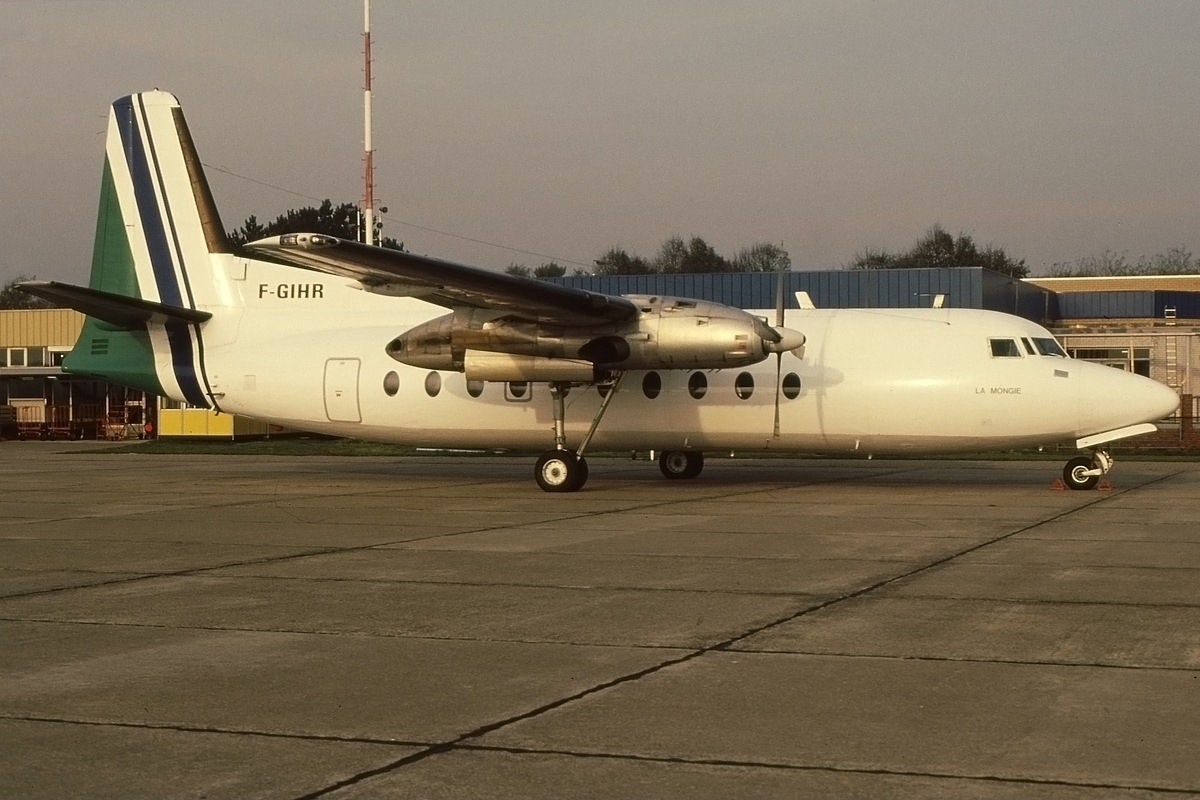
F-27 F-GIHR d'Uni-Air à Groningen en 1990
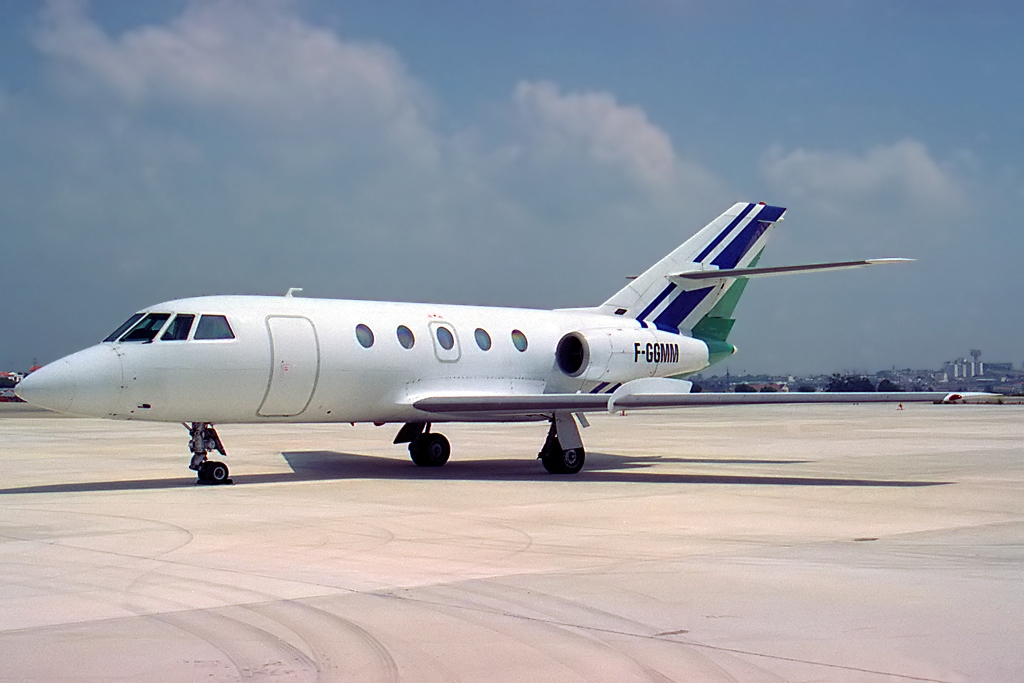
Dassault Falcon 20 F-GGMM d'Uni-Air à Faro en mai 1993